# Chronomaster
Chronomaster est un jeu vidéo d’aventure développé par DreamForge Intertainment et publié par IntraCorp en décembre  1995 sur DOS. Son scénario, écrit par l’écrivain Roger Zelazny, prend place dans un univers de science-fiction dans lequel le joueur incarne Rene Korda, un ancien concepteur « d’univers de poche », des mondes créés sur commande suivant les goûts des personnes qui finance leur construction. Au début du jeu, Korda est recruté par le gouvernement pour restaurer deux univers de poche, sur lesquels le temps s’est arrêté, et découvrir le responsable de cette situation.

## Accueil
| Chronomaster          |      |       |
| Média                 | Pays | Notes |
| Computer Gaming World | US   | 4,5/5 |
| GameSpot              | US   | 78%   |
| Gen4                  | FR   | 5/5   |